# 粉嶺游泳池

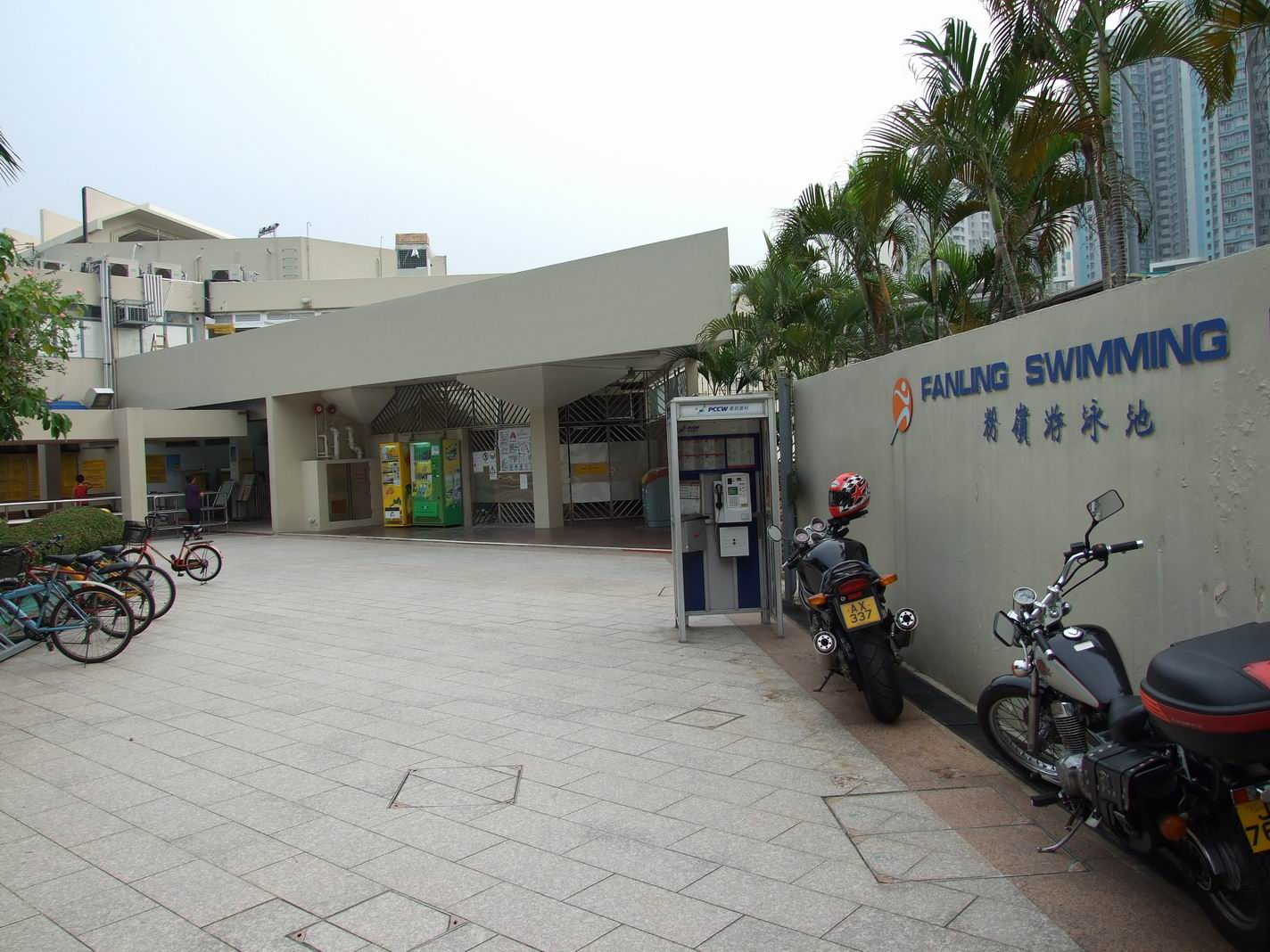
粉嶺游泳池入口

粉嶺游泳池（英語：Fanling Swimming Pool）位於香港新界北區粉嶺新運路73號，是北區兩個公眾游泳池之一，由香港康樂及文化事務署管理。粉嶺游泳池是全港15個在冬天備有暖水泳池設施的公眾游泳池之一，設有室外暖水泳池，水温大約28度。
粉嶺游泳池於1978年10月21日開幕，斥資1200萬港元興建，由時任香港總督麥理浩主持開幕儀式於1982年10月至1983年2月期間，粉嶺游泳池在暖水主池裝置全港首個保溫充氣帳幕，由當時建築拓展署轄下的建築設計處設計及興建，耗資230萬港元。相關帳幕在1984年11月再度架設，並暫停開放四日。
粉嶺游泳池除開放給公眾使用外，亦租借予鄰近學校舉辦水運會，同時為香港學界體育聯會新界地域小學各區校際游泳比賽的北區比賽地點。

## 場內設備
- 主池（長50米、闊25米（8泳線）、水深1.4-1.9米）、850座位觀眾席。
- 副池（長50米、闊21米（8泳線）、水深1.1-1.4米）。
- 訓練池（長25米、4泳線、水深0.9-1.2米）。
- 嬉水池。
- 家庭更衣室。

## 開放時間
| 夏季開放時間表（4月至10月）                                                                                | 夏季開放時間表（4月至10月） | 夏季開放時間表（4月至10月） |
| --- | --------------------------- | --------------------------- |
| 第一節：上午6時30分至中午12時                                                                              | 第二節：下午1時至6時30分    | 第三節：晚上7時30分至10時   |
| 暫停開放時間：中午12時至下午1時及下午6時30分至7時30分                                                      |                             |                             |
| 冬季開放時間表（11月至翌年3月，只開放主池）                                                                |                             |                             |
| 第一節：上午6時30分至中午12時                                                                              | 第二節：下午1時至6時        | 第三節：晚上7時至9時30分    |
| 暫停開放時間：中午12時至下午1時及下午6時至7時                                                              |                             |                             |
| 配合每年維修工程的暫停開放時間                                                                             |                             |                             |
| 副池、訓練池、戲水池：11月1日至翌年4月15日 主池：4月16日至5月31日                                          |                             |                             |
| 每周大清潔行動                                                                                             |                             |                             |
| 本公眾游泳池逢星期二進行一次大清潔行動，時間為上午10時至第二節開放時段完結為止，而泳池會於同日第三節重開。 |                             |                             |

## 事故
救生員罷工
2005年8月1日港九拯溺員工會為抗議康文署將大角咀體育館的管理工作外判發起罷工，康文署屬下泳池及泳灘當日應有1228名救生員當值，但有591人沒上班，當中約300人告病假，其餘則為無故缺勤，康文署招募超過200名義務救生員作支援。罷工事件令粉嶺游泳池及屯門賽馬會仁愛堂游泳池關閉，雖然下午粉嶺游泳池有1名正規救生員、8名義務救生員及醫療輔助隊義工到場，但康文署仍決定下午繼續封池。
發現紅蟲
2005年8月12日粉嶺泳池的員工在清洗池面時，於主池與副池間的石壆下的空隙發現少量紅蟲。由於並非在池水內發現紅蟲，泳池如常開放供市民使用。康文署員工進行清理工作，並徹底檢查泳池及周邊地方，均無再發現紅蟲。
救生員不足
2007年11月18日粉嶺泳池5名救生員中3名請病假，康文署於宣佈暫停該日的泳池服務，其後，康文署被批外判制度影響服務質素。
爆濾水芯
2010年3月1日泳池濾水系統發生故障，大量染黑池水擁入主池之中，約130名泳客需要緊急疏散，泳池事後暫停開放。
池水污染事件
2025年1月12日：主池檢測到糞便污染物，緊急閉池清潔後於13:10恢復開放。
2025年1月19日：泳池因發現嘔吐物暫停開放，經全面清潔消毒後於下午2時15分重開。

## 交通
港鐵
- █  東鐵綫：粉嶺站C出口（左方直行5分鐘）

巴士

## 附近建築物
- 粉嶺遊樂場
- 前粉嶺女童院（原址正考慮重建為殘疾人士宿舍）
- 粉嶺站